# 卡魯珍龜
卡魯珍龜（學名：Homopus femoralis）亦稱大鷹嘴珍龜，是珍龜屬下的一種小型龜。原生於南非乾旱臺地高原的草原上。
它是珍龜屬中最大的一個種，平均長度約10（3.9英寸），與鷹嘴珍龜一樣前腳只有四個腳趾。背殼顏色從橄欖色到紅色不等，略扁平。